# Liste du patrimoine mondial en Espagne
Cet article recense les sites inscrits au patrimoine mondial en Espagne.

## Statistiques
L'Espagne ratifie la Convention pour la protection du patrimoine mondial, culturel et naturel le 4 mai 1982. Les cinq premiers biens protégés sont inscrits en 1984 lors de la 8e session du Comité du patrimoine mondial.
En 2025, l'Espagne compte 50 biens inscrits au patrimoine mondial, dont 44 culturels, 4 naturels et 2 mixtes. Certains biens occupent des lieux multiples, comme les 758 sites distincts inscrits sous le nom « Art rupestre du bassin méditerranéen de la péninsule Ibérique » ou les 1 912 éléments des chemins de Compostelle. Quatre biens sont transfrontalier, communs avec d'autres pays. Toutes les communautés autonomes possèdent au moins un bien : 
- Castille-et-León : 9
- Andalousie : 8
- Catalogne : 6
- Castille-La Manche : 5
- Aragon, Galice, Îles Canaries, Madrid : 4
- Estrémadure, Îles Baléares : 3
- Asturies, La Rioja, Navarre, Pays basque, Valence : 2
- Cantabrie, Murcie : 1

L'Espagne a également soumis 32 biens sur la liste indicative : 28 culturels, 1 naturel et 3 mixtes.

## Listes

### Patrimoine mondial
Les biens espagnols suivants sont inscrits au patrimoine mondial en 2025.
| Id.  | Bien                                                                                     | Communauté(s) autonome(s)                                                               | Année          | Superficie (ha) | Critères et notes | Coordonnées | Illus. |
| ---- | ---------------------------------------------------------------------------------------- | --------------------------------------------------------------------------------------- | -------------- | --------------- | --- | --- | ------ |
| 314  | Alhambra, Generalife et Albayzín, Grenade                                                | Andalousie                                                                              | 1984           | 450             | Culturel, (i), (iii), (iv) | 37° 10′ 37″ N, 3° 35′ 38″ O |        |
| 378  | Architecture mudéjare d'Aragon                                                           | Aragon                                                                                  | 1986 2001 2016 | 4,269           | Culturel, (iv) 10 sites : tour, toit et dôme de la cathédrale Santa María de Mediavilla, tour et église San Pedro de Teruel (es), tour de San Martín, tour de San Salvador, abside, cloître et tour de la collégiale Santa María la Mayor de Calatayud (es), église Santa Tecla de Cervera de la Cañada (es), église Santa María de Tobed (es), restes mudéjares du palais de l'Aljaferia, tour de l'église San Pablo de Saragosse (es), abside, église et dôme de la cathédrale Saint-Sauveur de Saragosse. | 40° 20′ 38″ N, 1° 06′ 26″ O 40° 20′ 33″ N, 1° 06′ 23″ O 40° 20′ 39″ N, 1° 06′ 33″ O 40° 20′ 31″ N, 1° 06′ 29″ O 41° 21′ 15″ N, 1° 38′ 42″ O 41° 25′ 59″ N, 1° 44′ 09″ O 41° 20′ 19″ N, 1° 24′ 02″ O 41° 39′ 23″ N, 0° 53′ 48″ O 41° 39′ 22″ N, 0° 53′ 10″ O 41° 39′ 17″ N, 0° 52′ 32″ O |        |
| 874  | Art rupestre du bassin méditerranéen de la péninsule Ibérique                            | Andalousie, Aragon, Castille-La Manche, Catalogne, Murcie et Valence                    | 1998           |                 | Culturel, (iii) Comprend 758 sites distincts | 39° 47′ 24″ N, 1° 01′ 59″ O |        |
| 316  | Cathédrale de Burgos                                                                     | Castille-et-León                                                                        | 1984           | 1,03            | Culturel, (ii), (iv), (vi) | 42° 20′ 24″ N, 3° 42′ 14″ O |        |
| 313  | Centre historique de Cordoue                                                             | Andalousie                                                                              | 1984 1994      | 80,28           | Culturel, (i), (ii), (iii), (iv) | 37° 52′ 44″ N, 4° 46′ 48″ O |        |
| 669  | Chemins de Saint-Jacques-de-Compostelle : Camino francés et chemins du nord de l'Espagne | Aragon, Asturias, Cantabrie, Castille-et-León, Galice, La Rioja, Navarre et Pays basque | 2015           | 15              | Culturel, (ii), (iv), (vi) L'inscription initiale ne concerne que le Camino francés ; en 2015, l'Espagne en précise les éléments protégés : 1 912 édifices distincts. L'inscription est alors étendue à 4 autres itinérairesdu nord de l'Espagne, ainsi qu'à 16 édifices en rapport. | 42° 27′ 32″ N, 5° 52′ 59″ O |        |
| 988  | Églises romanes catalanes de la Vall de Boí                                              | Catalogne                                                                               | 2000           | 7,98            | Culturel, (ii), (iv) Comprend 9 églises : église Saint-Félix de Barruera, église Saint-Jean de Boí, église Sainte-Marie de Taüll, église Saint-Clément de Taüll, église Sainte-Marie-de-l'Assomption de Cóll, église Sainte-Marie de Cardet, église de la Nativité de Durro, ermitage Saint-Cyr de Durro, église Sainte-Eulalie d'Erill la Vall | 42° 30′ 14″ N, 0° 48′ 09″ E 42° 31′ 21″ N, 0° 50′ 01″ E 42° 31′ 13″ N, 0° 50′ 50″ E 42° 31′ 03″ N, 0° 50′ 55″ E 42° 28′ 20″ N, 0° 46′ 22″ E 42° 29′ 52″ N, 0° 47′ 10″ E 42° 29′ 54″ N, 0° 49′ 15″ E 42° 29′ 42″ N, 0° 48′ 41″ E 42° 31′ 29″ N, 0° 49′ 32″ E                             |        |
| 664  | Ensemble archéologique de Mérida                                                         | Estrémadure                                                                             | 1993           | 31              | Culturel, (iii), (iv) Comprend 22 sites distincts. | 38° 54′ 58″ N, 6° 20′ 17″ O |        |
| 875  | Ensemble archéologique de Tarragone                                                      | Catalogne                                                                               | 2000           | 100             | Culturel, (ii), (iii) Comprend 14 sites distincts. | 41° 06′ 54″ N, 1° 15′ 32″ E |        |
| 522  | Ensembles monumentaux Renaissance de Úbeda et Baeza                                      | Andalousie                                                                              | 2003           | 9               | Culturel, (ii), (iv) | 38° 00′ 50″ N, 3° 22′ 19″ O 37° 58′ 59″ N, 3° 28′ 01″ O |        |
| 1133 | Forêts primaires de hêtres des Carpates et d'autres régions d'Europe                     | Castille-et-León, Castille-La Manche, Navarre                                           | 2017           | 58 353,04       | Naturel, (ix) Site transfrontalier avec l'Albanie, l'Allemagne, l'Autriche, la Belgique, la Bosnie-Herzégovine, la Bulgarie, la Croatie, la France, l'Italie, la Macédoine du Nord, la Pologne, Roumanie, la Slovaquie, la Slovénie, la Suisse, la Tchéquie et l'Ukraine. Comprend six hêtraies réparties sur trois sites en Espagne : pics d'Europe, Navarre et sierra de Ayllón. | 43° 10′ 19″ N, 4° 59′ 17″ O 42° 59′ 56″ N, 1° 06′ 50″ O 41° 02′ 20″ N, 3° 23′ 20″ O |        |
| 310  | Grotte d'Altamira et art rupestre paléolithique du Nord de l'Espagne                     | Asturies, Cantabrie et Pays basque                                                      | 1985           | 2 235           | Culturel, (i), (iii) Comprend 18 sites : Altamira, la Peña de Candamo, Tito Bustillo, Covaciella, Llonín, Pindal, Chufín, Hornos de la Peña, Grotte d'El Castillo, Las Monedas, La Pasiega, Les Cheminées, grotte du Pendu, La Garma (es), Covalanas, Santimamiñe, grotte d'Ekain, Altxerri | 43° 22′ 59″ N, 4° 06′ 58″ O |        |
| 417  | Ibiza, biodiversité et culture                                                           | Îles Baléares                                                                           | 1999           | 8 564           | Mixte, (ii), (iii), (iv), (ix), (x) | 38° 54′ 40″ N, 1° 26′ 06″ E |        |
| 383  | La cathédrale, l'Alcázar et les Archivo de Indias de Séville                             | Andalousie                                                                              | 1987           | 12              | Culturel, (i), (ii), (iii), (vi) | 37° 23′ 02″ N, 5° 59′ 31″ O |        |
| 782  | La Lonja de la seda de Valence                                                           | Communauté valencienne                                                                  | 1996           | 0,2             | Culturel, (i), (iv) | 39° 28′ 26″ N, 0° 22′ 41″ O |        |
| 803  | Las Médulas                                                                              | Castille-et-León                                                                        | 1997           | 2 208,2         | Culturel, (i), (ii), (iii), (iv) | 42° 28′ 08″ N, 6° 46′ 16″ O |        |
| 518  | Monastère de Poblet                                                                      | Catalogne                                                                               | 1991           | 18              | Culturel, (i), (iv) | 41° 22′ 52″ N, 1° 04′ 59″ E |        |
| 318  | Monastère et site de l'Escurial (Madrid)                                                 | Madrid                                                                                  | 1984           | 94              | Culturel, (i), (ii), (vi) | 40° 34′ 55″ N, 4° 07′ 34″ O |        |
| 665  | Monastère royal de Santa María de Guadalupe                                              | Estrémadure                                                                             | 1993           | 1,1             | Culturel, (iv), (vi) | 39° 27′ 11″ N, 5° 19′ 41″ O |        |
| 805  | Monastères de San Millán de Yuso et de Suso                                              | La Rioja                                                                                | 1997           | 19              | Culturel, (ii), (iv), (vi) | 42° 19′ 34″ N, 2° 51′ 54″ O |        |
| 312  | Monuments d'Oviedo et du royaume des Asturies                                            | Asturies                                                                                | 1985 1998      | 0,2             | Culturel, (i), (ii), (iv) Extension du site « Églises du royaume des Asturies ». Comprend les églises Saint-Michel-de-Lillo, Saint-Julien-des-Prés, Santa María del Naranco, Sainte-Christine de Lena, la Cámara Santa et La Foncalada. | 43° 21′ 47″ N, 5° 50′ 35″ O |        |
| 320  | Œuvres d'Antoni Gaudí                                                                    | Catalogne                                                                               | 1984 2005      |                 | Culturel, (i), (ii), (iv) Originellement parc Güell, palais Güell, Casa Milà à Barcelone. Extension de 2005 : Casa Batlló, Casa Vicens, crypte et façade de la nativité de la Sagrada Família, crypte de la Colonie Güell. | 41° 24′ 47″ N, 2° 09′ 11″ E |        |
| 804  | Palais de la musique catalane et hôpital de Sant Pau, Barcelone                          | Catalogne                                                                               | 1997           | 6,87            | Culturel, (i), (ii), (iv) | 41° 23′ 17″ N, 2° 10′ 30″ E |        |
| 930  | Palmeraie d'Elche                                                                        | Communauté valencienne                                                                  | 2000           | 144             | Culturel, (ii), (v) | 38° 16′ 01″ N, 0° 43′ 01″ O |        |
| 685  | Parc national de Doñana                                                                  | Andalousie                                                                              | 1994           | 54 252          | Naturel, (vii), (ix), (x) | 36° 56′ 53″ N, 6° 21′ 32″ O |        |
| 380  | Parc national de Garajonay                                                               | Îles Canaries                                                                           | 1986           | 3 984           | Naturel, (vii), (ix) | 28° 07′ 34″ N, 17° 14′ 13″ O |        |
| 1258 | Parc national de Teide                                                                   | Îles Canaries                                                                           | 2007           | 18 990          | Naturel, (vii), (viii) | 28° 16′ 16″ N, 16° 38′ 38″ O |        |
| 1618 | Paseo del Prado et Buen Retiro, un paysage des arts et des sciences                      | Madrid                                                                                  | 2021           | 218,91          | Culturel, (ii), (iv), (vi) | 40° 24′ 55″ N, 3° 41′ 14″ O |        |
| 1313 | Patrimoine du mercure. Almadén et Idrija                                                 | Castille-La Manche                                                                      | 2012           | 104             | Culturel, (ii), (iv) Site commun avec la Slovénie Comprend 5 sites en Espagne | 38° 46′ 30″ N, 4° 50′ 20″ O |        |
| 1044 | Paysage culturel d'Aranjuez                                                              | Madrid                                                                                  | 2001           | 2 048           | Culturel, (ii), (iv) | 40° 02′ 10″ N, 3° 36′ 32″ O |        |
| 1371 | Paysage culturel de la Serra de Tramuntana                                               | Îles Baléares                                                                           | 2011           | 30 745          | Culturel, (ii), (iv), (v) | 39° 43′ 52″ N, 2° 41′ 42″ E |        |
| 1578 | Paysage culturel de Risco Caído (es) et montagnes sacrées de Grande Canarie              | Îles Canaries                                                                           | 2019           | 9 425           | Culturel, (iii), (v) | 28° 02′ 40″ N, 15° 39′ 40″ O |        |
| 1217 | Pont Vizcaya                                                                             | Pays basque                                                                             | 2006           | 0,86            | Culturel, (i), (ii) | 43° 19′ 23″ N, 3° 01′ 01″ O |        |
| 987  | Remparts romains de Lugo                                                                 | Galice                                                                                  | 2000           | 1,68            | Culturel, (iv) | 43° 00′ 40″ N, 7° 33′ 11″ O |        |
| 773  | Pyrénées - Mont Perdu                                                                    | Aragon                                                                                  | 1997           | 30 639          | Mixte, (iii), (iv), (v), (vii), (viii) Site transfrontalier avec la France | 42° 41′ 06″ N, 0° 00′ 04″ E |        |
| 929  | San Cristóbal de la Laguna                                                               | Îles Canaries                                                                           | 1999           | 60              | Culturel, (ii), (iv) | 28° 28′ 41″ N, 16° 18′ 43″ O |        |
| 989  | Site archéologique d'Atapuerca                                                           | Castille-et-León                                                                        | 2000           | 284,119         | Culturel, (iii), (v) | 42° 22′ 16″ N, 3° 32′ 49″ O |        |
| 866  | Sites d'art rupestre préhistorique de la vallée de Côa et de Siega Verde                 | Castille-et-León                                                                        | 2010           |                 | Culturel, (i), (iii) Site transfrontalier avec le Portugal Extension des « sites d'art rupestre préhistorique de la vallée de Côa », inscrits en 1998 à l'initiative du Portugal, à la Zone archéologique d'art rupestre de Siega Verde. | 40° 41′ 53″ N, 6° 39′ 40″ O |        |
| 1501 | Site de dolmens d'Antequera                                                              | Andalousie                                                                              | 2016           | 2 446,3         | Culturel, (i), (iii), (iv) Comprend 4 sites : dolmens de Menga et Viera, tholos d'El Romeral, la Peña de los Enamorados et El Torcal de Antequera | 37° 01′ 29″ N, 4° 32′ 47″ O 37° 02′ 04″ N, 4° 32′ 08″ O 37° 04′ 04″ N, 4° 29′ 24″ O 36° 57′ 49″ N, 4° 32′ 44″ O |        |
| 1528 | Sites préhistoriques de la Minorque talayotique                                          | Îles Baléares                                                                           | 2023           | 3 527           | Culturel, (iii), (iv) Comprend 9 sites : plaines de Ciutadella, zone sud-ouest, zone ouest de Migjorn, zone de ravins centre-sud, zone entre les ravins de Torrevella et Cala en Porter, zone sud-est d'Alaior, zone sud-est de Maó, village préhistorique de Trepucó, zone nord-ouest de Tramuntana | 39° 59′ 49″ N, 3° 54′ 32″ E |        |
| 1312 | Tour d'Hercule                                                                           | Galice                                                                                  | 2009           | 233             | Culturel, (iii) | 43° 23′ 10″ N, 8° 24′ 22″ O |        |
| 876  | Université et quartier historique d'Alcalá de Henares                                    | Madrid                                                                                  | 1998           | 78,38           | Culturel, (ii), (iv), (vi) | 40° 28′ 52″ N, 3° 22′ 05″ O |        |
| 348  | Vieille ville d'Ávila avec ses églises extra-muros                                       | Castille-et-León                                                                        | 1985           | 36,4            | Culturel, (iii), (iv) Comprend 11 sites : Ávila intra muros, ermitage de saint Second (es), basilique Saint-Vincent, église San Andrés, église Saint-Pierre (es), église Saint-Nicolas (es), Église Santa María de la Cabeza (es), église Saint-Martin (es), couvent de l'Incarnation (es), couvent Saint-Joseph (es), monastère royal Saint-Thomas (es) | 40° 39′ 22″ N, 4° 42′ 00″ O |        |
| 384  | Vieille ville de Caceres                                                                 | Estrémadure                                                                             | 1986           | 9               | Culturel, (iii), (iv) | 39° 28′ 26″ N, 6° 22′ 12″ O |        |
| 347  | Vieille ville de Saint-Jacques-de-Compostelle                                            | Galice                                                                                  | 1985           | 108             | Culturel, (i), (ii), (vi) | 42° 52′ 52″ N, 8° 32′ 42″ O |        |
| 381  | Vieille ville de Salamanque                                                              | Castille-et-León                                                                        | 1988           | 51              | Culturel, (i), (ii), (iv) | 40° 57′ 54″ N, 5° 39′ 54″ O |        |
| 311  | Vieille ville de Ségovie et son aqueduc                                                  | Castille-et-León                                                                        | 1985           | 134             | Culturel, (i), (iii), (iv) | 40° 56′ 53″ N, 4° 07′ 01″ O |        |
| 1560 | Ville califale de Medina Azahara                                                         | Andalousie                                                                              | 2018           | 111             | Culturel, (iii), (iv) | 37° 53′ 09″ N, 4° 52′ 04″ O |        |
| 379  | Ville historique de Tolède                                                               | Castille-La Manche                                                                      | 1986           | 259,85          | Culturel, (i), (ii), (iii), (iv) | 39° 52′ 01″ N, 4° 01′ 44″ O |        |
| 781  | Ville historique fortifiée de Cuenca                                                     | Castille-La Manche                                                                      | 1996           | 22,79           | Culturel, (ii), (v) | 40° 04′ 37″ N, 2° 07′ 55″ O |        |

### Liste indicative

#### Propositions actuelles
Les biens suivants sont inscrits sur la liste indicative du pays au début 2025. La plupart des noms fournis par l'Espagne sont en anglais : la traduction en français est donnée ici à titre indicatif.
| Id.  | Bien                                                                                              | Communautés autonomes                                                                                        | Année | Critères et notes | Coordonnées | Illus. |
| ---- | ------------------------------------------------------------------------------------------------- | --- | ----- | --- | --- | ------ |
| 5132 | Ancares (es) - Somiedo                                                                            | Asturies, Castille-et-León, Galice                                                                           | 2007  | Mixte, (v), (vii), (ix), (x) | 42° 46′ 05″ N, 6° 53′ 53″ O |        |
| 5667 | Cathédrale de Jaén                                                                                | Andalousie                                                                                                   | 2012  | Culturel, (i), (ii), (iv) Extension d'un bien existant : ensembles monumentaux Renaissance de Úbeda et Baeza | 37° 45′ 00″ N, 3° 46′ 59″ O |        |
| 5135 | Château de Loarre                                                                                 | Aragon | 2007  | Culturel, (iv) | 42° 19′ 34″ N, 0° 36′ 43″ E |        |
| 6377 | Constructions mozarabes de la péninsule ibérique                                                  | Castille-et-León, Galice, Castille-La Manche                                                                 | 2019  | Culturel, (i), (ii), (iii), (iv) Ensemble de 10 édifices : église San Pedro de la Nave, église Sainte-Marie de Quintanilla de las Viñas, église Saint-Michel d'Escalada, église Saint-Jacques de Peñalba, ermitage de San Baudelio de Berlanga, église Sainte-Marie de Wamba (es), église Saint-Cyprien de San Cebrián de Mazote (es), chapelle Saint-Michel de Celanova, église Santa María de Melque, église Saint-Pierre de la Mata (es) | 41° 35′ 01″ N, 5° 57′ 43″ O 42° 07′ 29″ N, 3° 28′ 51″ O 42° 34′ 16″ N, 5° 18′ 10″ O 42° 25′ 38″ N, 6° 32′ 27″ O 41° 25′ 06″ N, 2° 47′ 25″ O 41° 40′ 34″ N, 4° 55′ 04″ O 41° 40′ 51″ N, 5° 08′ 48″ O 42° 09′ 08″ N, 7° 57′ 23″ O 39° 45′ 03″ N, 4° 22′ 23″ O 39° 36′ 49″ N, 3° 59′ 14″ O |        |
| 6168 | Église San Salvador de Valdediós                                                                  | Asturies | 2017  | Culturel, (i), (ii), (iv) | 43° 26′ 14″ N, 5° 30′ 23″ O |        |
| 1017 | Enclave culturelle romane du nord de Castille-et-León et du sud de la Cantabrie                   | Cantabrie, Castille-et-León                                                                                  | 1998  | Culturel, (ii), (iii), (iv) | 42° 58′ 01″ N, 4° 29′ 42″ O |        |
| 1051 | Ensemble archéologique grec d'Empúries, l'Escala, Gérone                                          | Catalogne | 2002  | Culturel, (iii), (iv) | 42° 08′ 06″ N, 3° 07′ 08″ E |        |
| 1021 | Fortifications frontalières bastionnées                                                           | Castille-et-León                                                                                             | 1998  | Culturel, (ii), (iii), (iv) La proposition mentionne plusieurs fortifications : Pampelune (es), Jaca, Ciudad Rodrigo, Gérone (es), Figueras, forteresse de la Conception (es), château de Monfragüe (es), San Felices de los Gallegos. | 42° 49′ 05″ N, 1° 38′ 38″ O 42° 34′ 08″ N, 0° 32′ 56″ O 40° 35′ 56″ N, 6° 31′ 44″ O 41° 59′ 10″ N, 2° 49′ 34″ E 42° 16′ 26″ N, 2° 56′ 46″ E 40° 42′ 11″ N, 6° 48′ 14″ O 39° 49′ 41″ N, 6° 03′ 04″ O 40° 51′ 00″ N, 6° 42′ 22″ O                                                         |        |
| 6286 | Îles Cies - îles atlantiques du parc national de Galice                                           | Galice | 2018  | Naturel, (vii), (viii), (ix), (x) | 42° 13′ 59″ N, 8° 54′ 00″ O |        |
| 6376 | La cité hadrianique d'Italica                                                                     | Andalousie                                                                                                   | 2019  | Culturel, (ii), (iv), (vi) | 37° 26′ 24″ N, 6° 02′ 42″ O |        |
| 1986 | La facette méditerranéenne des Pyrénées (France-Espagne)                                          | Catalogne | 2004  | Mixte, (ii), (iv), (v), (vii), (ix), (x) | 42° 28′ 55″ N, 2° 56′ 49″ E |        |
| 1228 | La Ribeira Sacra, Lugo et Orense                                                                  | Galice | 1996  | Culturel, (ii), (iii), (iv), (v) | 42° 19′ 41″ N, 7° 47′ 49″ O |        |
| 1024 | La Vía de la Plata                                                                                | Castille-et-León, Estrémadure                                                                                | 1998  | Culturel, (ii), (iii), (iv), (v) Ancienne route commerciale reliant Mérida à Astorga | 39° 45′ 14″ N, 6° 26′ 13″ O |        |
| 6378 | Le complexe épiscopal de la Seù d'Egara                                                           | Catalogne | 2019  | Culturel, (ii), (iii), (iv) | 41° 34′ 01″ N, 2° 01′ 05″ E |        |
| 5979 | Le portail du monastère de Ripoll                                                                 | Catalogne | 2015  | Culturel, (ii), (iii), (vi) | 42° 12′ 07″ N, 2° 11′ 28″ E |        |
| 6285 | Le vin en Ibérie                                                                                  | Andalousie, Murcie, Valence                                                                                  | 2018  | Culturel, (ii), (iii), (iv) Plusieurs éléments cités, dont : barques phéniciennes de Mazarrón, barque phénicienne de Bajo de la Campana (es), site archéologique de Doña Blanca, pressoirs à vin de Solana de las Pilillas. | 37° 33′ 36″ N, 1° 16′ 03″ O 37° 44′ 11″ N, 0° 41′ 33″ O 36° 37′ 38″ N, 6° 09′ 40″ O 39° 23′ 31″ N, 1° 12′ 42″ O |        |
| 6169 | Les paysages des oliveraies d'Andalousie                                                          | Andalousie                                                                                                   | 2017  | Culturel, (iii), (v), (vi) Quinze éléments distincts sont mentionnés. | 37° 31′ N, 4° 17′ O |        |
| 6503 | Les témoignages matériels de la construction de l'État des Pyrénées : la co-principauté d'Andorre | Catalogne | 2021  | Culturel, (iii), (iv) Proposition conjointe avec Andorre et la France. Un site en Espagne : l'ensemble de la cathédrale Sainte-Marie d'Urgell. | 42° 21′ 28″ N, 1° 27′ 42″ E |        |
| 6080 | Monastère de Santa María de La Rábida et sites mémoriels de Christophe Colomb à Huelva            | Andalousie                                                                                                   | 2016  | Culturel, (ii), (iii), (vi) Outre le monastère, la proposition cite 13 sites liés à Christophe Colomb. | 37° 12′ 29″ N, 6° 55′ 34″ O |        |
| 6758 | Moulins à papier européens                                                                        | Catalogne | 2024  | Culturel, (ii), (iii), (iv) Proposition conjointe avec l'Allemagne, l'Italie, la Pologne et la Tchéquie. Un site en Espagne : moulin à papier de Capellades (es) | 41° 31′ 43″ N, 1° 41′ 03″ E |        |
| 1030 | Moulins à vent méditerranéens                                                                     | Castille-La Manche, Valence, Murcie                                                                          | 1998  | Culturel, (ii), (iii), (iv), (v) La proposition mentionne les moulins du champ de Carthagène (es). | 37° 40′ 19″ N, 0° 58′ 23″ O |        |
| 5138 | Patrimoine historique de Ferrol                                                                   | Galice | 2007  | Culturel, (i), (ii), (iii), (iv) | 43° 30′ 00″ N, 8° 10′ 19″ O |        |
| 5139 | Patrimoine historique minier                                                                      | Andalousie, Aragon, Asturies, Baléares, Castille-et-León, Castille-La Manche, Catalogne, Murcie, Pays basque | 2007  | Culturel, (i), (ii), (iv) La proposition mentionne 17 ensembles miniers répartis dans toute l'Espagne. | |        |
| 6704 | Paysage culturel de Carmona                                                                       | Andalousie                                                                                                   | 2023  | Culturel, (v) | 37° 28′ 16″ N, 5° 38′ 31″ O |        |
| 5793 | Paysage culturel de la vigne et du vin de La Rioja et de Rioja Alavesa                            | La Rioja, Pays basque                                                                                        | 2013  | Culturel, (ii), (iii), (v), (vi) | 42° 33′ 11″ N, 2° 36′ 11″ O |        |
| 6588 | Paysage sucré et salé de Sigüenza et Atienza                                                      | Castille-La Manche                                                                                           | 2022  | Culturel, (iv), (v) | 41° 04′ 12″ N, 2° 39′ 00″ O 41° 11′ 53″ N, 2° 51′ 54″ O |        |
| 5128 | Pistes à bétail de la Mesta                                                                       | Castille-et-León                                                                                             | 2007  | Culturel, (v), (vi) | 42° 37′ 48″ N, 5° 53′ 06″ O |        |
| 5417 | Plasencia - Monfragüe - Trujillo : paysage méditerranéen                                          | Estrémadure                                                                                                  | 2009  | Mixte, (ii), (iv), (v), (x) | 40° 01′ 59″ N, 6° 06′ 00″ O 39° 50′ 28″ N, 6° 01′ 48″ O 39° 27′ 54″ N, 5° 52′ 44″ O |        |
| 5854 | Priorat - Montsant - Siurana, paysage agricole de la montagne méditerranéenne                     | Catalogne | 2014  | Culturel, (v), (vi) | 41° 17′ 35″ N, 0° 47′ 53″ E |        |
| 6079 | Turó de la Seu Vella (ca) de Lérida                                                               | Catalogne | 2016  | Culturel, (ii), (iv), (vi) | 41° 37′ 05″ N, 0° 37′ 37″ E |        |
| 5693 | Vallée du sel d'Añana                                                                             | Pays basque                                                                                                  | 2012  | Culturel, (iii), (iv), (v) | 42° 48′ 00″ N, 2° 59′ 06″ O |        |
| 5130 | Voies romaines. Initéraires de l'Empire romain                                                    | Andalousie, Castille-La Manche, Catalogne, Valence                                                           | 2007  | Culturel, (i), (ii), (iv), (v), (vi) | |        |

#### Anciennes propositions
Les propositions suivantes ont été soumises par l'Espagne sur sa liste indicative, avant d'en être retirées sans avoir donné lieu à une inscription au patrimoine mondial.
| Bien                                                                            | Communautés autonomes | Critères et notes                                                                                         | Coordonnées                  | Illus. |
| ------------------------------------------------------------------------------- | --- | --- | ---------------------------- | ------ |
| L'architecture de la pierre sèche                                               | Valence | Culturel, (iii), (iv), (v) Soumis en 1998, retiré en 2017                                                 |                              |        |
| Centre-ville historique de Las Palmas de Grande Canarie                         | Canaries | Culturel, (ii), (iv) soumis en 2007, retiré en 2017                                                       | 28° 06′ 07″ N, 15° 24′ 50″ O |        |
| Itinéraire culturel de François Xavier                                          | Navarre | Culturel, (i), (ii), (vi) soumis en 2001, retiré en 2018 ; la proposition mentionne le château de Xavier. | 42° 35′ 38″ N, 1° 12′ 54″ O  |        |
| Itinéraire culturel du vin et du vignoble à travers les villes méditerranéennes | Aragon, Baléares, Castille-et-León, Castille-La Manche, Catalogne, Comm. valencienne, Estrémadure, Galice, La Rioja, Madrid, Murcie, Navarre | Culturel, (ii), (iii), (iv), (v) soumis en 1998, retiré en 2018 ; fusionné avec « le vin en Ibérie »      |                              |        |
| Sites d'ichnites de dinosaures de la péninsule ibérique                         | Asturies, Cantabrie | , (vii), (viii), (ix)soumis en 2002, retiré en 2017                                                       |                              |        |